# Proasellus deminutus
Proasellus deminutus är en kräftdjursart som först beskrevs av Boris Sket 1959.  Proasellus deminutus ingår i släktet Proasellus och familjen sötvattensgråsuggor. Inga underarter finns listade i Catalogue of Life.